# Обераудорф
Обераудорф (нім. Oberaudorf) — громада в Німеччині, розташована в землі Баварія. Підпорядковується адміністративному округу Верхня Баварія. Входить до складу району Розенгайм.
Площа — 59,29 км2. Населення становить 5252 ос. (станом на 31 грудня 2020).

## Уродженці
- Томас Дене (* 1994) — німецький футболіст.

## Галерея

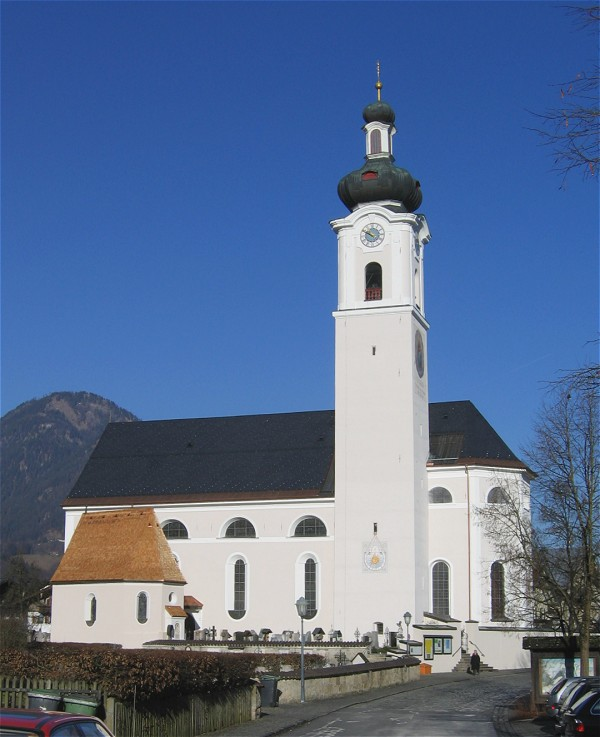
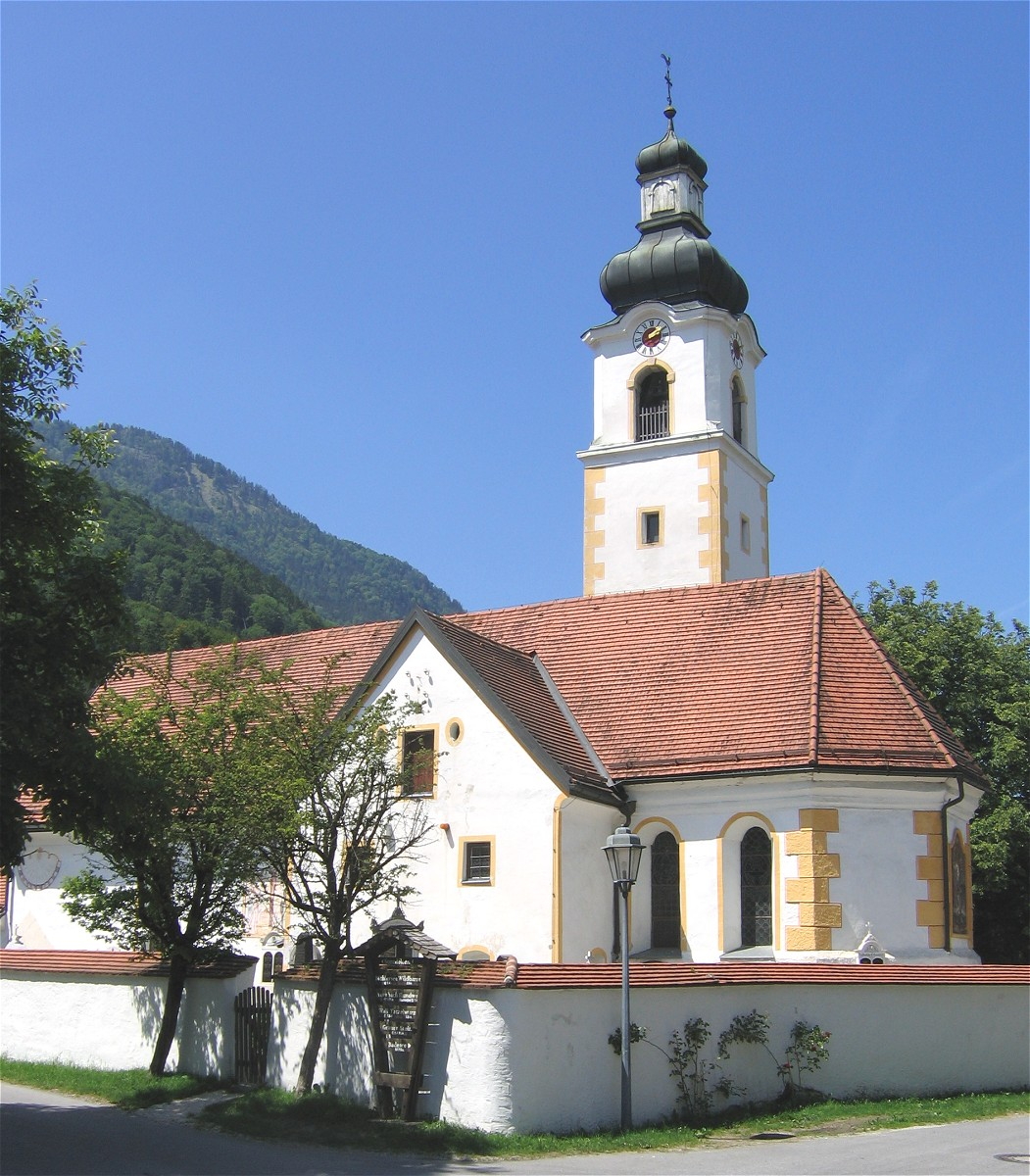
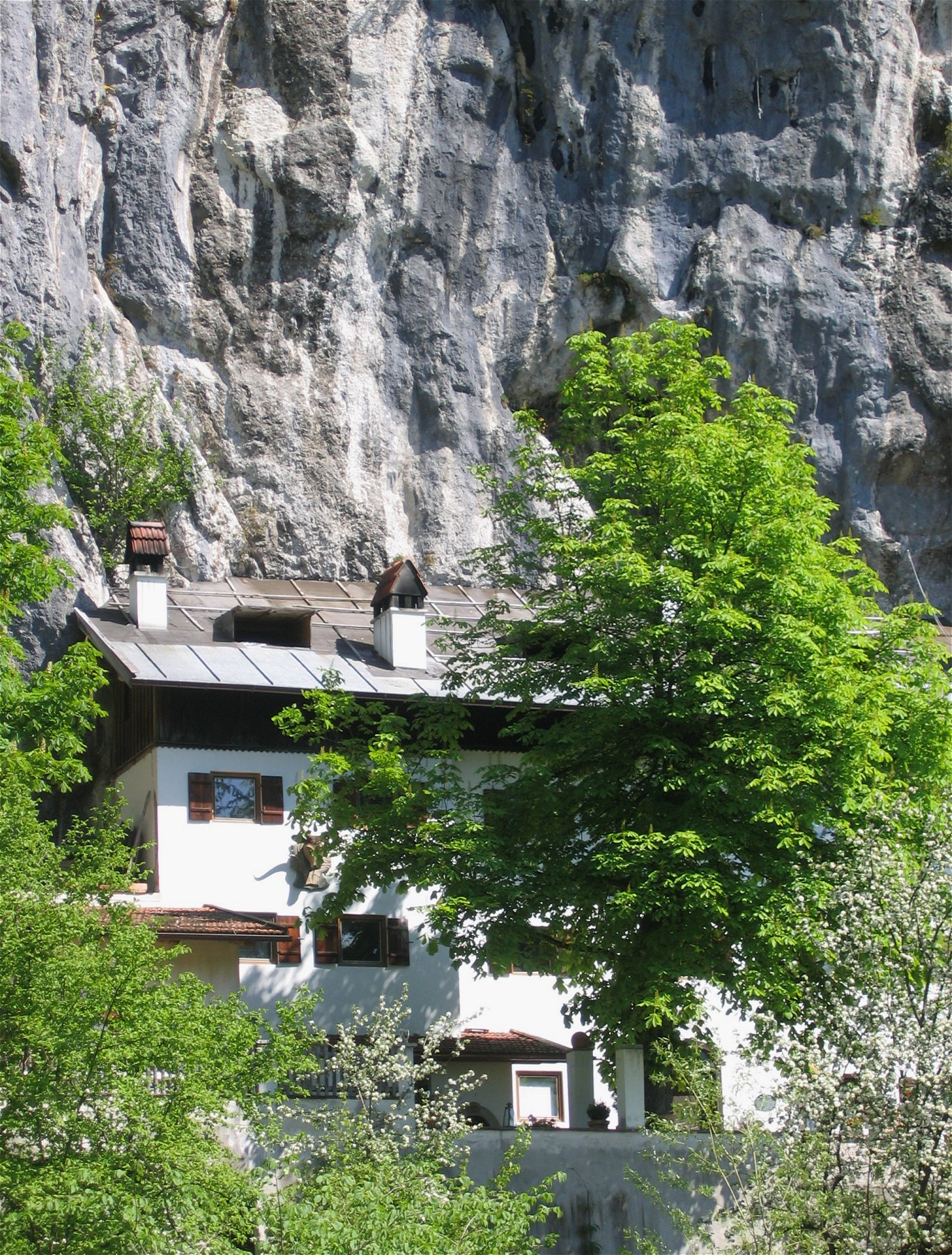
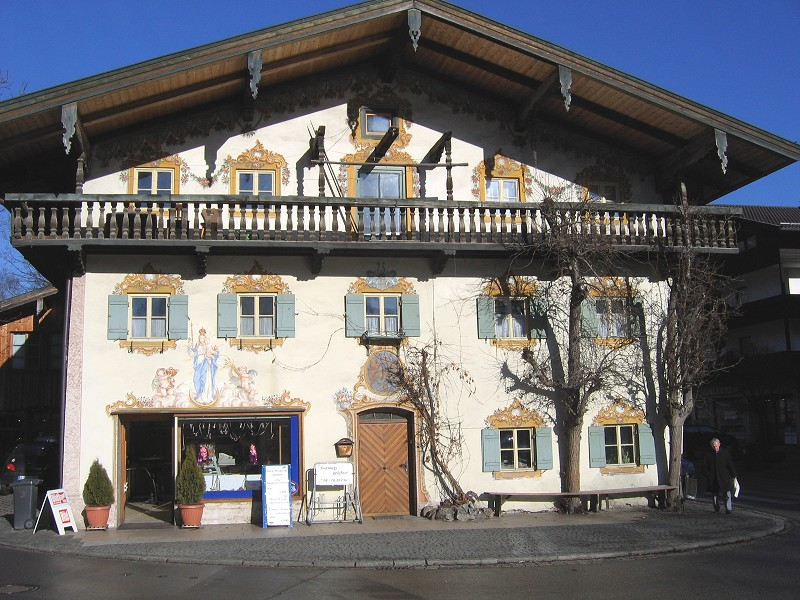